# Syrphocheilosia claviventris
Syrphocheilosia claviventris är en tvåvingeart som först beskrevs av Gabriel Strobl 1910.  Syrphocheilosia claviventris ingår i släktet Syrphocheilosia och familjen blomflugor.
Artens utbredningsområde är Österrike. Inga underarter finns listade i Catalogue of Life.